# Oswald Phipps (4e marquis de Normanby)
Oswald Constantine John Phipps, 4e marquis de Normanby, (29 juillet 1912 - 30 janvier 1994), titré comte de Mulgrave jusqu'en 1932, est un pair britannique et philanthrope pour les aveugles.

## Jeunesse
Il est le fils aîné de Constantine Phipps (3e marquis de Normanby) et de son épouse Gertrude Stansfeld Foster, et fait ses études à l'école préparatoire de Lambrook, au Collège d'Eton et à Christ Church, Oxford. Il hérite des titres de son père en 1932 et rejoint les Green Howards comme lieutenant en 1939. En 1940, Lord Normanby est capturé à la bataille de Dunkerque et est prisonnier de guerre à Obermassfeldt en Thuringe jusqu'en 1943.
Pendant sa captivité, il persuade ses geôliers de lui permettre d'enseigner le braille aux prisonniers aveugles, même s'il ne le savait pas lui-même. Ils construisent leurs alphabets avec des épingles à tête de verre et du carton. Il progresse à partir de cela pour enseigner des leçons dans des matières plus larges. En reconnaissance de ses efforts indépendants couronnés de succès, le chef de l'organisme de bienfaisance de St Dunstan pour le personnel aveugle, Ian Fraser, le nomme membre honoraire du personnel enseignant de l'organisme de bienfaisance. Plus tard, quand il est rapatrié avec ses étudiants aveugles, il rejoint le conseil de St Dunstan. Il reçoit également un MBE militaire en reconnaissance de son travail à la tête des prisonniers de guerre.

## Politique
À sa libération, Lord Normanby est nommé MBE et Secrétaire parlementaire privé du Secrétaire d'État aux Dominions, Robert Gascoyne-Cecil (5e marquis de Salisbury), de 1944 à 1945. Il occupe brièvement le même poste pour le Lord président du Conseil, Frederick Marquis (1er comte de Woolton), en 1945. Cette année-là, Lord Normanby est nommé Lord-in-waiting, mais brièvement car il change de camp, devenant le seul marquis travailliste (il quitte ensuite le Parti travailliste et pour devenir crossbencher).

## Famille
Le 10 février 1951, Lord Normanby épouse Grania Maeve Rosaura Guinness (1920–2018), fille de Walter Guinness, pair anglo-irlandais.
Ils ont sept enfants:
- Lepel Sophia (née en 1952)
- Constantine Phipps (5e marquis de Normanby) (né en 1954)
- Evelyn Rose (1955–2018; épouse le romancier James Buchan en 1986)
- Justin (né en 1958)
- Peronel Katharine (née en 1959)
- Henrietta Laura (née en 1962)
- Anne Elizabeth Grania (née en 1965)

Lady Normanby gère le domaine de la famille Phipps à Mulgrave ainsi que le domaine Bailiffscourt dans le Sussex, hérité de son père. Elle possède également Warter Priory. Lady Normanby créé le musée Captain James Cook à Whitby et est magistrat sur le banc local.
Lord Normanby est président du King's College Hospital de 1948 (pour lequel il est promu CBE en 1974) jusqu'à sa mort. En plus d'être membre du conseil de St Dunstan, il est également président de la Bibliothèque nationale pour les aveugles de 1946 à sa mort. En 1985, il est fait chevalier de la jarretière. Il est décédé en 1994 et ses titres passent à son fils aîné.